# خیشخان
آدوربند یا خارخانه یا اَحْتِکَن سازه‌ای تابستانی است که با استفاده از خارشتر (آدور در لهجه کرمانی) در مناطق جنوبی کرمان و در سیستان و بلوچستان ساخته می‌شد و سازوکاری مشابه کولر آبی داشت. آدوربندها اتاقکی چهارگوش بودند که دیوار آن به صورت مشبک ساخته می‌شد و با فاصله‌ای از آن داربستی برپا می‌شد و فاصلهٔ داربست تا دیواره مشبک با آدور پر می‌شد. روی آدور آب ریخته می‌شد و هوا با عبور از روی آب و گذر از آدور خنک می‌شد.
این سازه‌ها از نخستین وسایل خنک‌کننده یا تهویه مطبوع هوا بوده‌است و خاستگاه اولیهٔ آن دقیقاً مشخص نیست.
محمدابراهیم باستانی پاریزی آدوربند را با «خیشخان» و «خوشی‌خانه» که در ادبیات تاریخی از آن‌ها یادشده‌است یکی می‌داند و ریشهٔ «خیشخان» را هم «خَس‌خانه» می‌داند.
به گفتهٔ سیروس شمیسا در «فرهنگ اشارات ادبیات فارسی»، با وزش باد سموم آبی که روی خارها پاشیده می‌شد بخار می‌شود و «بالنتیجه داخل آدوربند همیشه هشت–نه درجه با هوای بیرون اختلاف حرارت دارد.»
افسری آذربایجانی به نام «بِلمیر» که حوالی ۱۳۱۶ شمسی (۱۹۳۷ میلادی) در پادگان‌های زابل و خاش مشغول به خدمت بوده‌است، در ترجیع‌بندی دربارهٔ خارخانه‌ای در سیستان می‌گوید:
| به عمر خود هر آنکسی ندیده خارخانه را |  | نه برده کیف زندگی نه لذت زمانه را   |
| ز سوس‌ها و سیس‌ها تو بشنوی ترانه را    |  | خوشا و خرم آن دمی که تخم هندوانه را |
| تو دانه‌دانه بشکنی لمیده زیر خارها…   |  |                                     |

رضاشاه در راه تبعید به جزیره موریس، چند شبی را در بندرعباس در یک خارخانه گذرانده بود.
آدوربندها در مناطق مختلف به شکل‌های متفاوت توسعه یافتند و در بعضی مناطق طول و تفصیل بیشتری به آن داده‌اند.
مثلاً در جلگه چاه هاشم (حاشیه جازموریان) ستونها دو حالت عمودی و افقی دارد و دیواره آن دو جداره است. اوّل دور تا دور آن را با ۵ یا ۶ «تیور» می‌بندند، سپس چوبها را به صورت افقی به نام «تکیه» روی آنها می‌گذارند، مجدداً به «تکیه» نیز دو «تیور» بسته می‌شود تا آدوربند در مقابل وزش بادهای شدید مقاومت داشته باشد. حد فاصل «تکیه‌ها» را خار می‌گذارند و حداقل ۲ تا ۳ «تکیه» برای خارها نیز در نظر می‌گیرند تا باد آنها را با خود نبرد. این «تکیه‌ها» را نیز با «تیور» می‌بندند، به این ترتیب دیواره «احتکن» شیب دار است، وقتی آب روی آن می‌پاشند آب از شیب آن به پایین لغزیده داخل چوبهایی که در حاشیه بیرونی اداره قرار دارد هدایت می‌شود. سقف «احتکن» را با سرشاخه‌های نخل یا به اصطلاح «کلی» و به نحو شیب داری می‌پوشانند.
آنها که اهل ذوق و سلیقه‌اند داخل احتکن را نیز فضا سازی می‌کنند. از «کلی» ها که با نظرم خاصی به هم بافته‌اند آویزه‌هایی می‌سازند و به دیواره داخل «احتکن» می‌آویزند. این آویزه‌ها تا فاصله نیم متری زمین پایین می‌آید. در زیر این آویزه‌ها سطح شیب داری با اندود سیمان می‌سازند. آویزه‌های مزبور علاوه بر این که دیواره نامنظم «احتکن» یا «آدوربند» را نظم خاصی می‌بخشد آبهایی را هم که به سقف و دیواره پاشیده می‌شوند آن به سطح شیب دار منتقل کرده، از آن جا بیرون می‌فرستد و مانع نفوذ آب به داخل می‌شود.
به گفتهٔ محمدسعید جانب‌اللهی، با ورود برق به روستاها ساخت آدوربند منسوخ شد و کولر و یخچال جای آن را گرفت.

## فهرست منابع
- جانب‌اللهی، محمدسعید (۱۳۷۵). «مساکن سنتی بلوچ». تحقیقات جغرافیایی (۴۳): ۹۲–۱۱۸. دریافت‌شده در ۲۰۱۹-۰۵-۱۶.
- سمسار، محمدحسن (۱۳۶۷). «بادگیر». مرکز دائرة المعارف بزرگ اسلامی. ص. ۶۷-۷۱. دریافت‌شده در ۲۰۱۹-۰۵-۱۶.

1. ↑  دو یا سه شاخه که به هم بسته شده‌اند.